# Volčja Jama, Šmartno pri Litiji
Volčja Jama je močno razložena vas v  Posavskem hribovju v Občini Šmartno pri Litiji. Središče se nahaja v dolini potoka Reke, na njeni desni strani. Precej domačij je raztresenih po prisojnem pobočju hriba Kepe (501 m) nad Konjskim potokom.
V kmetijstvu prevladuje živinoreja. Krajevna zanimivost je Pasja ulica, tesna soteska, kjer se radi zadržujejo jazbeci.

## Etimološki izvor imena
Po ljudskem izročilu je je bilo v tej vasi v starih časih veliko ovac, zato so vas sprva imenovali Ovčja jama. Kmalu se je po tukajšnjih gozdovih naselilo veliko volkov, ki so napadali ovce in se z njimi hranili. Ljudje so razmišljali, kako bi se ubranili volkov, in našli rešitev. Skopali so jamo. Vanjo so dali ovco, ki je privabila volkove, ti pa so popadali noter. Zato se vas sedaj imenuje Volčja Jama.